# جامعة تشيرنيهيف كوليجيوم الوطنية
جامعة تشيرنيهيف كوليجيوم الوطنية مؤسسة تعليم عالي أوكرانية، (بالأوكرانية: Національний університет «Чернігівський колегіум» імені Т. Г. Шевченка) هي جامعة تقع في تشرنيهيف أوبلاست، أوكرانيا. تأسست هذه الجامعة في سنة 1916